# Marco Martello
Marco Martello (Petriolo, 1460 circa – Fermo, 1531) è stato un umanista italiano.

## Biografia
Illustre umanista e giureconsulto, espertissimo nelle politiche e legali materie, dimorò per lungo tempo a Venezia, circa 17 anni continui, insegnando umane lettere.
Secondo quanto riportato nel Colucci, tanta era la sua reputazione che fu incaricato dai reggenti la Repubblica di Venezia di riformare le leggi e porre gli statuti in buon latino; ottenendone per i meriti acquisiti il privilegio della cittadinanza per sé e suoi discendenti. Tornato in patria venne indicato dalla magistratura di Fermo, città in cui aveva preso dimora, di riformare il vecchio statuto municipale, opera che portò a termine in maniera encomiabile, curandone a proprie spese, nell’anno 1507, la versione a stampa che ornò di prefazione e lettera dedicatoria. In calce allo statuto figura infatti la seguente dicitura:
Nel 1515 risulta essere Lettore a Fermo. Fa parte del Consiglio di Cernita fermano. Nel 1531 eresse il proprio monumento funebre nella Chiesa di S. Agostino di Fermo, nella cappella dedicata a S. Maria del Soccorso che riportava la seguente iscrizione: